# アイス・デ・ライオン
アイス・デ・ライオン（ICE DE LION）は、かつて存在した、ダスキンフードグループが展開するアイスクリームパーラー及びそのマスコットキャラクターの名前である。

## 概要
日本国内でミスタードーナツやカフェデュモンドなどを展開するダスキンの新事業として2014年に1号店がオープンした。
店名の由来は同店のマスコットキャラクター「アイス・デ・ライオン」から。
「私たちは、おいしいアイスクリームとかわいいキャラクターで、お客様に笑顔をお届けします。」がコンセプトとなっている。
2016年2月には5店舗が営業していたが、徐々に閉店し、2020年2月に1店舗に減り、最後の1店となったニトリモール枚方の店舗も、2020年2月25日に閉店した。いずれもダスキンが展開する他の飲食店との共同出店となっているのが特徴であった。

## マスコットキャラクター
アイスとライオンをモチーフにしたアイス・デ・ライオンと呼ばれるマスコットキャラクターがおり、店名の由来にもなっている。
たてがみがアイスクリームになっている。感情にあわせてたてがみが溶けてしまうこともあるが、その場合はビッグ・アイスクリーム・ツリーから落ちてくる実をはめて補充する。
同じくダスキンが展開するミスタードーナツのキャラクターにポン・デ・ライオンと見た目やキャラクターの設定が酷似しているが、両者はたまに会う友達という設定になっている。

## メニュー
アイスクリームは16種類が販売されており、コーン・カップ・サンドのいずれかの方法で提供されていた。

## 店舗一覧
- イトーヨーカドーあべのショップ
  - アイス・デ・ライオン1号店。2014年6月27日開店。ミスタードーナツ イトーヨーカドーあべのショップと共同出店で、両店舗の商品を同時に購入できた。現在はアイスの販売を終了している。
- JR京都駅ビルショップ
  - アイス・デ・ライオン2号店。2014年7月19日開店。カフェデュモンドJR京都駅ビルショップ(現在は閉店済み)、ミスタードーナツJR京都駅ビルショップ[3]と共同出店だが、レジが分離しているためそれぞれの店舗ごとに会計を行うシステムであった。現在は閉店している。
- イトーヨーカドー能見台ショップ
  - アイス・デ・ライオン3号店。2015年3月31日開店。ミスタードーナツ イトーヨーカドー能見台ショップの商品と同時購入ができた。2016年12月19日にミスタードーナツと共に閉店している。
- ニトリモール枚方ショップ
  - アイス・デ・ライオン4号店。2016年4月20日開店。アイス・デ・ライオン単独のみの運営で、アイス・デ・ライオンとしては最後の店舗となった、2020年2月25日に閉店し、跡地に同年3月18日にミスタードーナツとしてリニューアルオープンした。
- マーケットスクエア川崎イーストショップ
  - アイス・デ・ライオン5号店。2016年2月18日開店。アイス・デ・ライオン単独のみの運営だった。現在は閉店している。